# Saint-Pierre-de-Cormeilles
Saint-Pierre-de-Cormeilles és un municipi francès situat al departament de l'Eure i a la regió de Normandia. L'any 2007 tenia 596 habitants.

## Demografia

### Població
El 2007 la població de fet de Saint-Pierre-de-Cormeilles era de 596 persones. Hi havia 246 famílies de les quals 54 eren unipersonals (35 homes vivint sols i 19 dones vivint soles), 92 parelles sense fills, 77 parelles amb fills i 23 famílies monoparentals amb fills.
La població ha evolucionat segons el següent gràfic:
Habitants censats

### Habitatges
El 2007 hi havia 373 habitatges, 246 eren l'habitatge principal de la família, 109 eren segones residències i 18 estaven desocupats. Tots els 371 habitatges eren cases. Dels 246 habitatges principals, 189 estaven ocupats pels seus propietaris, 55 estaven llogats i ocupats pels llogaters i 2 estaven cedits a títol gratuït; 1 tenia una cambra, 15 en tenien dues, 48 en tenien tres, 92 en tenien quatre i 89 en tenien cinc o més. 178 habitatges disposaven pel capbaix d'una plaça de pàrquing. A 103 habitatges hi havia un automòbil i a 126 n'hi havia dos o més.

### Piràmide de població
La piràmide de població per edats i sexe el 2009 era:
| Homes | Edats   | Dones |
| ----- | ------- | ----- |
| 0     | 95 o +  | 0     |
| 0     | 90 a 94 | 0     |
| 0     | 85 a 89 | 0     |
| 4     | 80 a 84 | 4     |
| 8     | 75 a 79 | 12    |
| 12    | 70 a 74 | 12    |
| 24    | 65 a 69 | 16    |
| 20    | 60 a 64 | 20    |
| 8     | 55 a 59 | 16    |
| 36    | 50 a 54 | 28    |
| 24    | 45 a 49 | 40    |
| 16    | 40 a 44 | 20    |
| 24    | 35 a 39 | 8     |
| 4     | 30 a 34 | 28    |
| 20    | 25 a 29 | 8     |
| 28    | 20 a 24 | 12    |
| 8     | 15 a 19 | 28    |
| 16    | 10 a 14 | 16    |
| 12    | 5 a 9   | 8     |
| 12    | 0 a 4   | 4     |

## Economia
El 2007 la població en edat de treballar era de 381 persones, 260 eren actives i 121 eren inactives. De les 260 persones actives 233 estaven ocupades (127 homes i 106 dones) i 28 estaven aturades (11 homes i 17 dones). De les 121 persones inactives 43 estaven jubilades, 33 estaven estudiant i 45 estaven classificades com a «altres inactius».

### Ingressos
El 2009 a Saint-Pierre-de-Cormeilles hi havia 251 unitats fiscals que integraven 626 persones, la mediana anual d'ingressos fiscals per persona era de 16.127,5 €.

### Activitats econòmiques
Dels 18 establiments que hi havia el 2007, 2 eren d'empreses extractives, 3 d'empreses de construcció, 5 d'empreses de comerç i reparació d'automòbils, 1 d'una empresa d'informació i comunicació, 3 d'empreses de serveis, 1 d'una entitat de l'administració pública i 3 d'empreses classificades com a «altres activitats de serveis».
Dels 5 establiments de servei als particulars que hi havia el 2009, 1 era una funerària, 1 taller de reparació d'automòbils i de material agrícola, 1 paleta, 1 fusteria i 1 lampisteria.
L'únic establiment comercial que hi havia el 2009 era una gran superfície de material de bricolatge.
L'any 2000 a Saint-Pierre-de-Cormeilles hi havia 36 explotacions agrícoles que ocupaven un total de 1.080 hectàrees.

## Equipaments sanitaris i escolars
L'únic equipament sanitari que hi havia el 2009 era una ambulància.

## Poblacions més properes
El següent diagrama mostra les poblacions més properes.